# Син Чун Соп
Син Чун Соп (кор. 신준섭; 17 июня 1963, Намвон) — корейский боксёр второй средней весовой категории, выступал за сборную Южной Кореи в середине 1980-х годов. Чемпион летних Олимпийских игр в Лос-Анджелесе, чемпион Азиатских игр, призёр многих международных турниров и национальных первенств.

## Биография
Син Чун Соп родился 17 июня 1963 года в городе Намвон, провинция Чолла-Пукто. Активно заниматься боксом начал в возрасте шестнадцати лет, проходил подготовку в местном боксёрском зале. Первого серьёзного успеха на ринге добился в 1983 году, когда, впервые попав в основной состав национальной сборной, выиграл сначала серебро на Кубке короля, а затем взял золото на Кубке мира в Риме, где победил в том числе сильного венесуэльского боксёра Педро Гамарро. Благодаря череде удачных выступлений удостоился права защищать честь страны на летних Олимпийских играх 1984 года в Лос-Анджелесе — во втором среднем весе оказался лучше всех своих соперников и завоевал золотую медаль (в финале со счётом 3:2 победил американца Вирджила Хилла, будущего чемпиона мира среди профессионалов).
Сразу после Олимпиады Син объявил о завершении спортивной карьеры, заявив, что отныне намерен посвятить всё время учёбе. Однако в 1985 году он вновь вернулся в сборную, а ещё через год удачно выступил на Азиатских играх в Сеуле — побил там всех оппонентов во второй средней весовой категории и получил золотую медаль. Также в этом сезоне принимал участие в зачёте чемпионата мира, тем не менее, в первом же матче на турнире со счётом 2:3 уступил немцу Генри Маске.
Син окончил Университет Вон Гван, имеет степень магистра в области физической культуры. В начале 1990-х годов работал помощником тренера в корейской национальной сборной по боксу, ездил с командой на Олимпийские игры в Барселону. Некоторое время преподавал в колледже, а в 1996 году эмигрировал в США. Ныне проживает в городе Атланта, занимается бизнесом.